# Einödgimpel
Der Einödgimpel (Carpodacus synoicus) oder Sinaigimpel ist ein Singvogel aus der Familie der Finken. Die recht unauffällig gefärbte Karmingimpel-Art besiedelt vier recht weit voneinander entfernte Verbreitungsinseln vom Sinai bis ins westliche China. Sie kommt in bergigen Wüsten vor.

## Beschreibung

### Aussehen
Der Einödgimpel ist mit 14,5–16 cm etwa so groß wie ein Grünling. Im Vergleich zu anderen Karmingimpeln ist er relativ unauffällig gefärbt und zeigt keine deutlichen Zeichnungen wie Flügelbinden oder Streifungen. Die Flügellänge beträgt 83–91 mm.
Die Geschlechter unterscheiden sich in der Gefiederfärbung. Das Weibchen ist komplett beige bis sandgrau gefärbt ohne rötliche Partien und nur unterseits etwas heller. Das Großgefieder ist dunkler sandfarben. Die leicht dunkleren Federzentren an Kopf und Rücken sowie geringfügig hellere Säume an Schwingen und Schirmfedern fallen kaum auf. Das Männchen zeigt zudem eine dunkelrote Färbung an Gesicht und Kehle, die sich als dunkel- bis hellrosa Partien auf der Unterseite und dem Kopf fortsetzt. Die Oberseite ist bei der Nominatform oft rötlich überhaucht. Der Bürzel ist ebenfalls rosa gefärbt. Das Jugendkleid ähnelt dem des Weibchens. Junge Männchen bilden ab dem ersten Sommer die rötlichen Partien, die erst im zweiten Winter voll ausgefärbt sind.

### Stimme
Der Flugruf ist ein kräftiges trzip, das dem des Baumpiepers ähnelt. Weitere Rufe sind ein ammernähnliches tiu, ein tschig und ein sperlingsähnliches twiet oder tschipp-tschipp. Die Rufe des Weibchens sind verhaltener. Der Gesang ist ein melodisches Gezwitscher, das mit schwirrenden Lauten durchsetzt ist.

## Verbreitung und Geografische Variation
Das stark disjunkte Verbreitungsgebiet gliedert sich in vier kleine Teilareale und erstreckt sich vom nahen Osten bis ins westliche China. Die vier Teilareale entfallen jeweils auf eine Unterart. Diese unterscheiden sich in der Ausdehnung der rötlichen Gefiederpartien, die bei den östlicheren auf dem Rücken fehlen und unterseits teils schwächer ausgeprägt sind. Die Unterart salimanii hat zudem weiße Unterschwanzdecken.
- C. s. synoicus (Temminck, 1825) – Negev und Sinai-Wüste, westliches Jordanien und nordwestliches Saudi-Arabien
- C. s. salimalii (Meinertzhagen, 1938) – nordöstliches Afghanistan
- C. s. stoliczkae (Hume, 1874) – Östliches Qinghai bis zum Yarkant und dem westlichen Rand des Kunlun bis ins südwestliche Xinjiang
- C. s. beicki (Stresemann, 1930) – Nordwestliches Gānsù bis ins östliche Qīnghǎi

Die Art ist nur stellenweise häufig und meist selten, aber nicht bedroht.

## Wanderungen
Der Einödgimpel ist ein Stand- oder Strichvogel, der zum Teil im Winter aus höheren Lagen in benachbarte Täler oder Küstengebiete abwandert. Die Art neigt zu Dismigrationen.

## Lebensweise
Der Einödgimpel besiedelt kahle, wüstenhafte Bergregionen bis zu 3350 m über dem Meer. Er kommt an Berghängen, in Felswüsten, Wadis, Klippen und Schluchten, bisweilen an Ruinen vor. Wichtig sind Wasserstellen in erreichbarer Nähe. Die Art ist meist in kleinen Verbänden bis zu 10–12 Exemplaren anzutreffen, bisweilen bilden sich Trupps von bis zu 50 Vögeln. Diese legen morgens und nachmittags, manchmal auch zusätzlich Mittags, bedeutende Strecken auf dem Weg zu den Wasserstellen zurück. Zum Trinken werden auch künstliche Wasserstellen wie Wasserbecken oder Brunnen aufgesucht, die in menschlichen Siedlungen oder Gebäuden liegen.
Das Nest wird am Fuß von Klippen oder höherliegend in Felsspalten angelegt. Die Nahrung besteht aus Sämereien, Blättern, Trieben und Knospen sowie – wo möglich – Früchten.
Die Art ist relativ scheu und kann aufgrund der Gefiederfärbung leicht übersehen werden. 